# Gradenegg (Gemeinde Liebenfels)
Gradenegg ist eine Ortschaft in der Gemeinde Liebenfels im Bezirk Sankt Veit an der Glan in Kärnten (Österreich). Die Ortschaft hat 107 Einwohner (Stand 1. Jänner 2024). Sie liegt zur Gänze auf dem Gebiet der Katastralgemeinde Gradenegg. Der Name des Orts leitet sich vom slowenischen Gradnice (= Schlossbach-Dorf) ab.

## Lage, Hofnamen
Die Ortschaft liegt im Südwesten des Bezirks Sankt Veit an der Glan, an einem nach Südwesten hin abfallenden Hang in den Wimitzer Bergen.
In der Ortschaft werden folgende Hofnamen geführt: Zenz (Nr. 5), Messner (Nr. 6), Windischbauer (Nr. 7), Lercherkeusche (Nr. 12), Glaserkeusche (Nr. 14), Gössekeusche (Nr. 15), Schlosser (Nr. 16), Raderkeusche (Nr. 17), Wurzekeusche unterm Wald (Nr. 18), Plattenkeusche (Nr. 19) und Grabenbauer (Nr. 22).

## Geschichte
Der Name Gradnich wird 1192 erwähnt. Die Herren von Gradenegg saßen auf der Burg Gradenegg, etwas oberhalb der heutigen Ortschaft; die bis um 1800 bewohnte Burg gilt heute als zur Nachbarortschaft Freundsam gehörend.
In der ersten Hälfte des 19. Jahrhunderts war die zur Steuergemeinde Gradenegg gehörende Ortschaft Teil des Steuerbezirks Gradenegg. Bei Bildung der Ortsgemeinden im Zuge der Reformen nach der Revolution 1848/49 kam die Ortschaft zunächst an die Gemeinde Glantschach, 1875 wurde sie an die Gemeinde Sörg angeschlossen. Seit Fusion der Gemeinden Sörg und Liebenfels 1973 gehört der Ort zur Gemeinde Liebenfels.

## Bevölkerungsentwicklung
Für die Ortschaft zählte man folgende Einwohnerzahlen:
- 1869: 12 Häuser, 82 Einwohner[4] (noch ohne Unterholz)
- 1880: 15 Häuser, 75 Einwohner[5]
- 1890: 13 Häuser, 97 Einwohner[6]
- 1900: 15 Häuser, 87 Einwohner[7]
- 1910: 22 Häuser, 143 Einwohner[8] (nun einschließlich von Unterholz)
- 1923: 23 Häuser, 146 Einwohner[9]
- 1934: 149 Einwohner[10]
- 1961: 24 Häuser, 147 Einwohner[11]
- 2001: 38 Gebäude (davon 28 mit Hauptwohnsitz) mit 39 Wohnungen; 94 Einwohner und 9 Nebenwohnsitzfälle; 31 Haushalte; 3 Arbeitsstätten, 13 land- und forstwirtschaftliche Betriebe[12]
- 2011: 44 Gebäude, 108 Einwohner, 39 Haushalte; 8 Arbeitsstätten[13]
- 2021: 51 Gebäude, 109 Einwohner, 45 Haushalte, 15 Arbeitsstätten[14]

## Ortschaftsbestandteil Unterholz

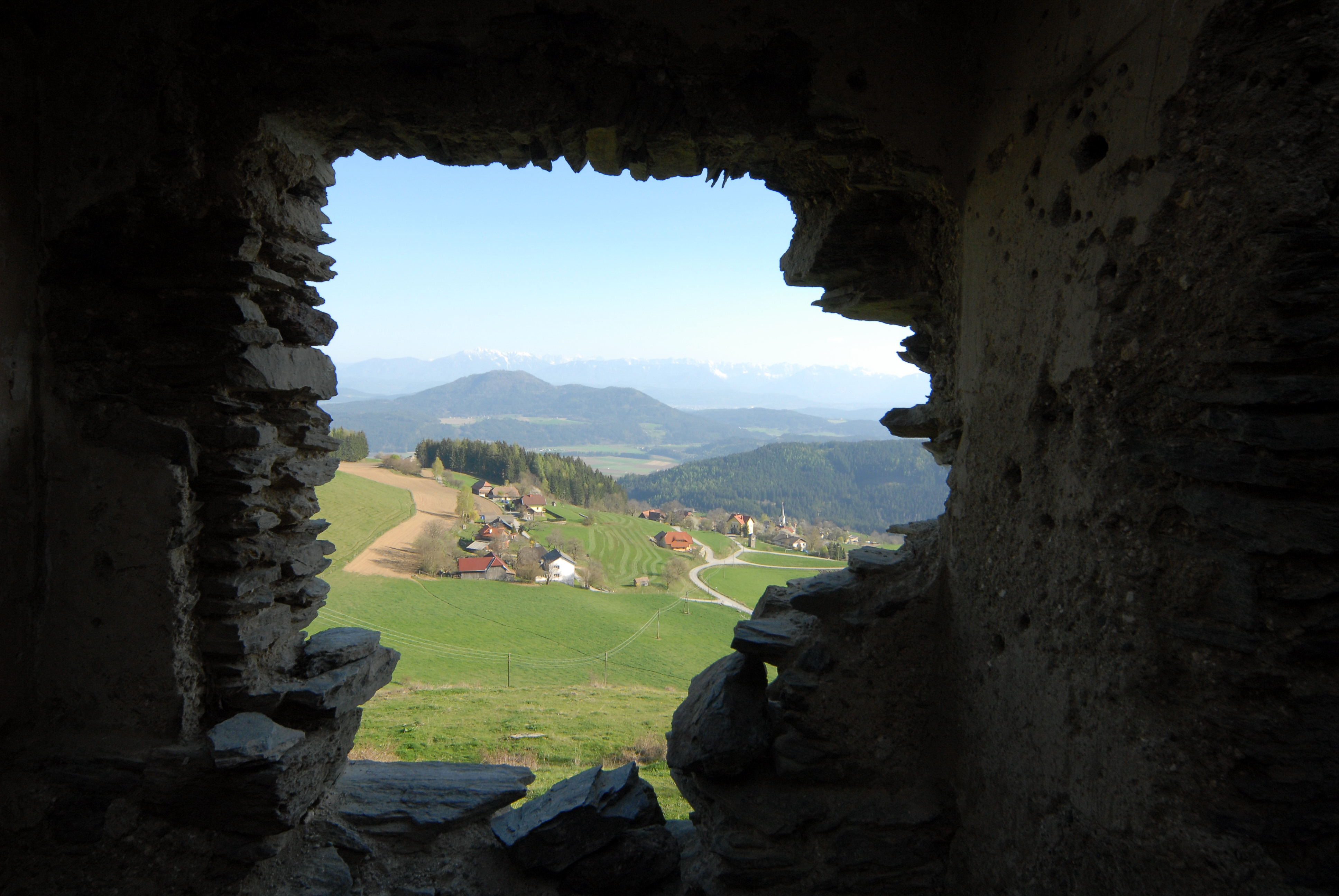
Blick von der Burgruine Gradenegg auf Unterholz (links) und den Ortskern von Gradenegg (rechts)

Als Ortschaftsbestandteil von Gradenegg wurde zeitweise die Rotte Unterholz geführt, die im Norden des Orts, unterhalb der Burgruine, liegt. Zunächst war diese Siedlung, obwohl auf dem Gebiet der Katastralgemeinde Gradenegg gelegen, ohne gesonderte Erwähnung zur Ortschaft Freundsam gezählt worden, 1890 wurde sie als Ortschaftsbestandteil von Freundsam ausgewiesen, später als Ortschaftsbestandteil von Gradenegg.
- 1890: 5 Häuser, 51 Einwohner[6] (als Ortschaftsbestandteil von Freundsam)
- 1910: 5 Häuser, 48 Einwohner[8] (als Ortschaftsbestandteil von Gradenegg)
- 1923: 5 Häuser, 31 Einwohner[9] (als Ortschaftsbestandteil von Gradenegg)
- 1961: 6 Häuser, 41 Einwohner[11] (als Ortschaftsbestandteil von Gradenegg)

In den jüngsten Ortsverzeichnissen wird das zu Gradenegg gehörende Unterholz nicht mehr eigens ausgewiesen.

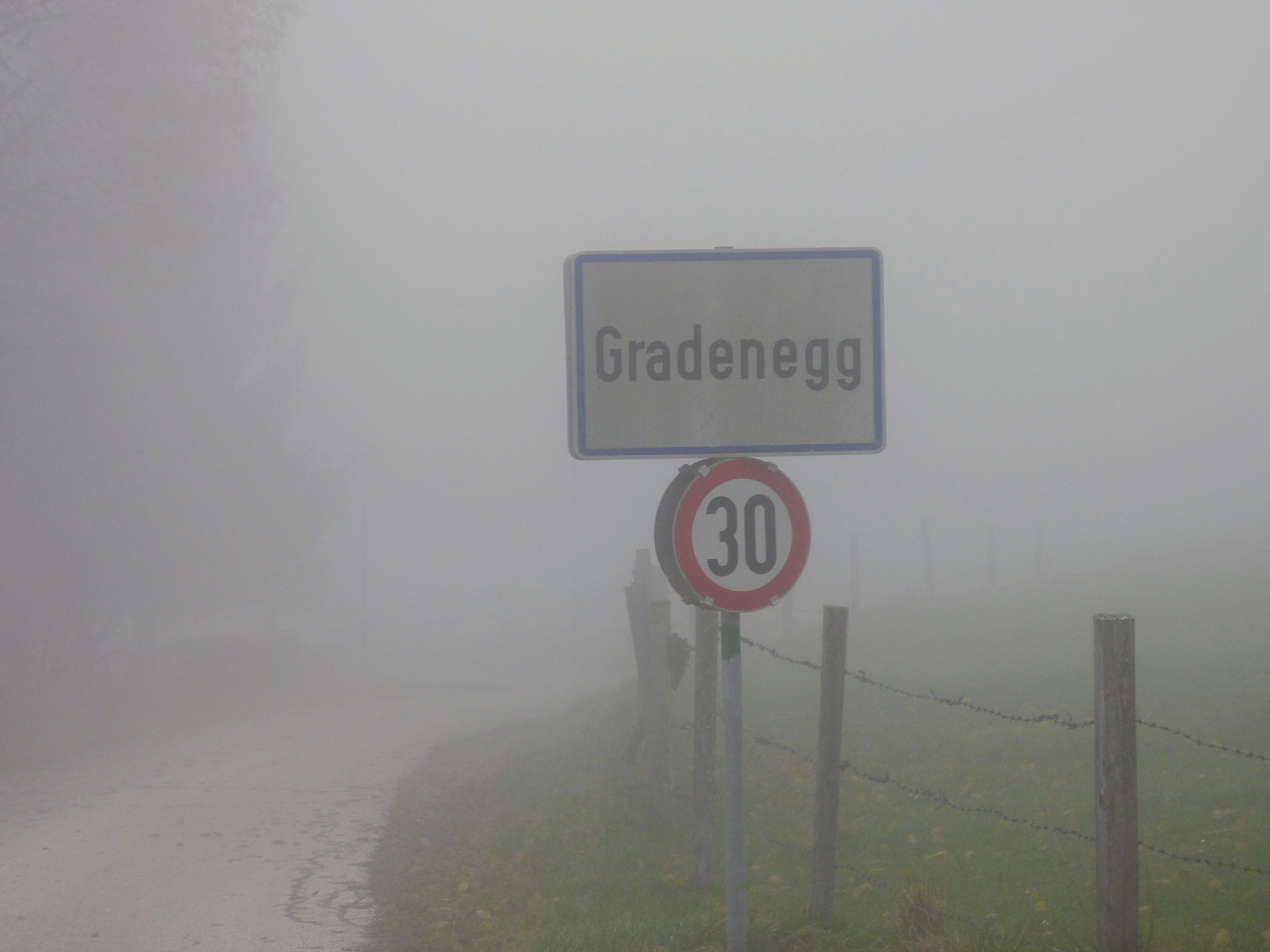
Ortstafel Gradenegg
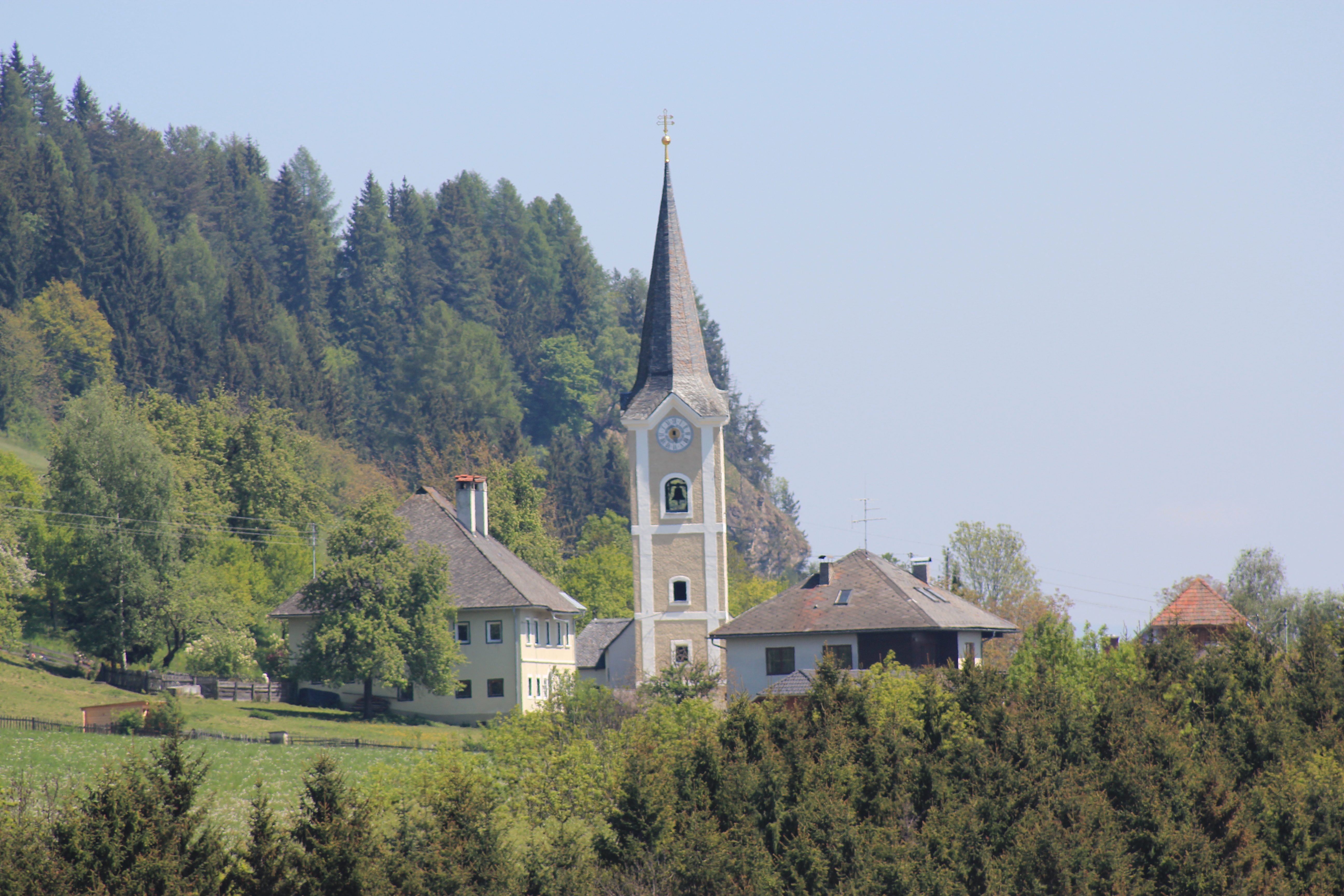
Kirche Gradenegg
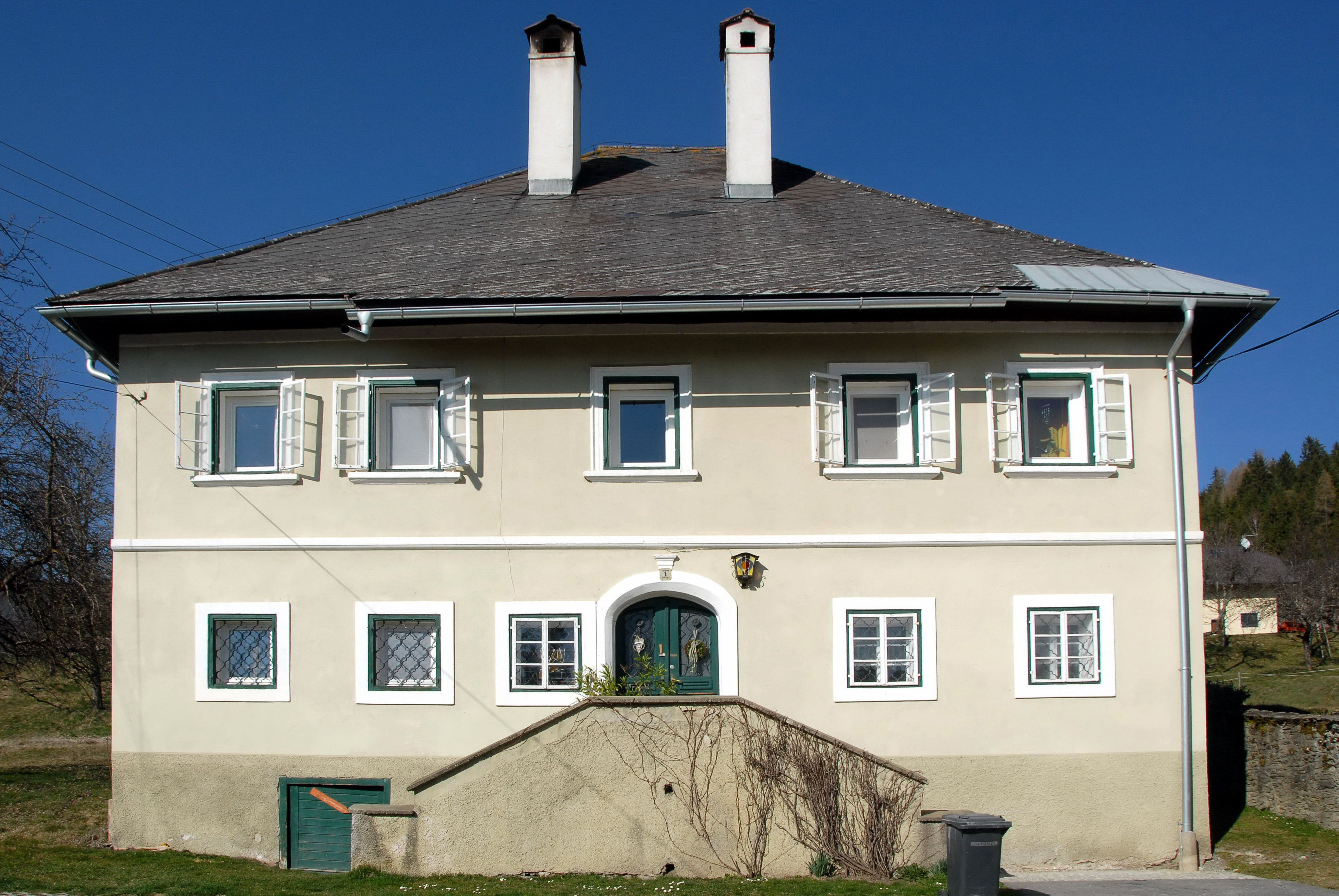
Pfarrhof Gradenegg
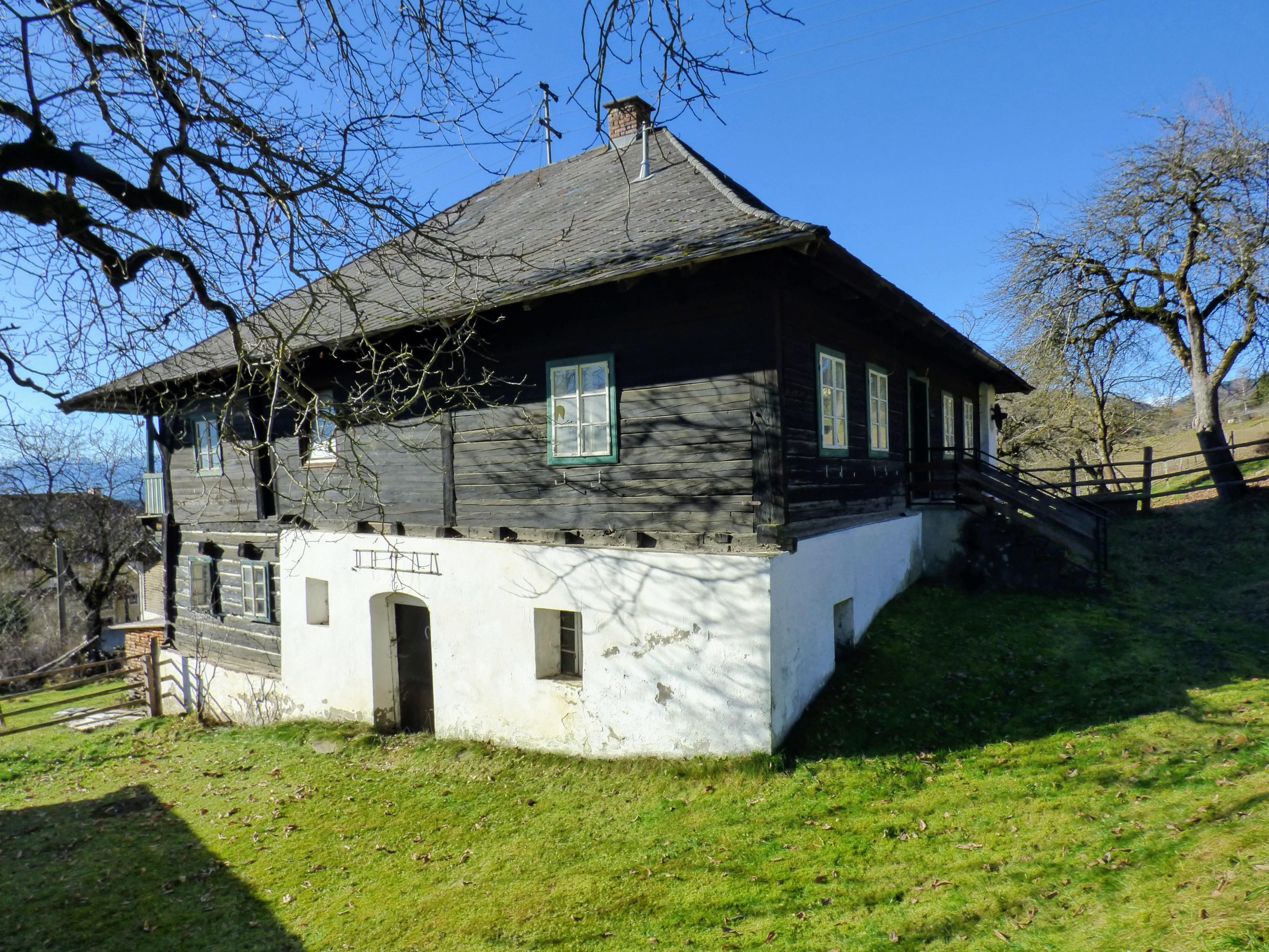
Gradenegg Haus Nr. 4
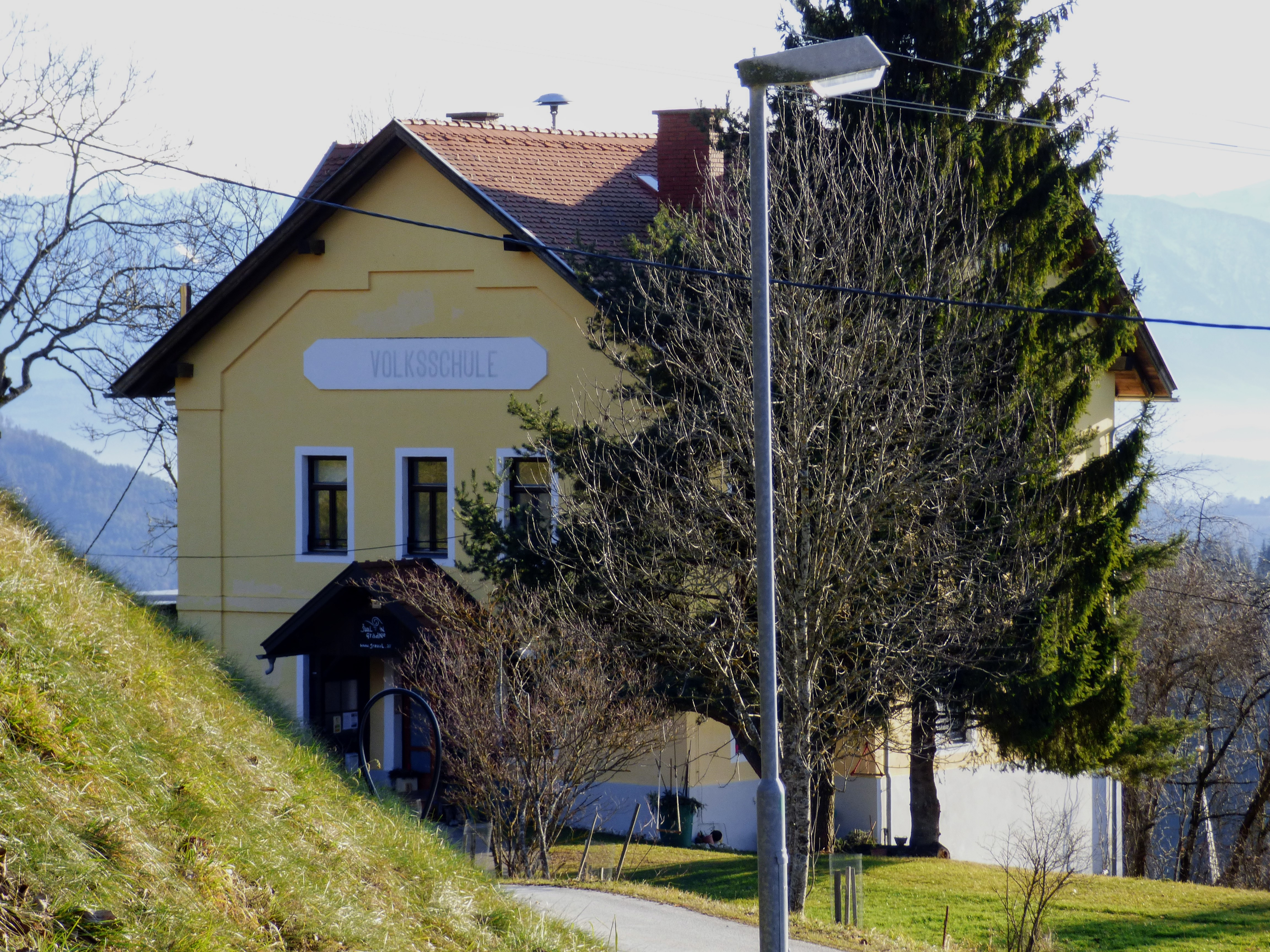
Ehemalige Volksschule Gradenegg